# School!!
《School!!》（日语：スクール!!）是一部於2011年1月至3月期間，每週日21時（日本時間）於日本富士電視台及其聯播網播放的日本電視劇。由日本演員江口洋介、北乃紀伊、塚本高史、西島秀俊主演。共製作9集。本劇主要講述一名原為隧道施工領隊的藍領熱血的男人成瀨誠一郎在擔任學校校長時與教師、家長和學生產生摩擦的同時，為了重振母校而奮鬥的故事。

## 劇情概要
在2010年秋天，在中堅綜合建築公司工作20年，曾經擔任隧道施工領隊的藍領熱血男人成瀨誠一郎（江口洋介飾），為了履行與恩師的約定，回到了自己的母校，出任了瀕臨廢校的公立小學的民間校長。面對問題堆積如山的小學，積極解決學校的危機，為學校的復興而奮鬥。

## 演員表

### 新宮小學
| 演員       | 角色        | 簡介 |
| ---------- | ----------- | --- |
| 江口洋介   | 成瀬誠一郎  | * 新宮小學民間校長 * 常以（XXX之鬼）為口頭禪 * 常干涉5年級學生的生活 * 視武市幹城為他的恩師 * 經常與桐原老師意見分歧而出現爭論 * 於最終回辭去校長一職,並由脇谷副校長接替 * 曾在中堅綜合建築公司擔任隧道施工領隊 * 其妻子成瀬亮子和兒子成瀬正太郎於6年前因大巴意外去世 |
| 西島秀俊   | 桐原伊織    | * 新宮小學6年級班主任 * 1971年4月10日出生，於東京學藝大學畢業 * 常與校長意見分歧而出現爭論 * 曾於8年前因對其學生施暴而轉校教書 |
| 北乃紀伊   | 武市佳乃子  | * 1988年3月3日出世 * 新宮小學臨時教師 * 常反對校長提出的建議 |
| 塚本高史   | 大橋仁      | * 1980年8月11日出生 * 新宮小學5年級班主任 * 喜歡教師聨誼 * 曾被5年級學生集體欺負而自尊心低落 |
| 市川實和子 | 岡本幸恵    | * 新宮小學保健老師 * 對自己年齡特別敏感 * 喜歡玩高達模型 * 最早知道桐原老師8年前之事的人 |
| 三浦翔平   | 本木友一    | * 新宮小學4年級班主任 * 擁有國家教師資格 * 對學生之事莫不關心 * 於第6集因對單親家庭批評而被武市佳乃子打傷 |
| 塩見三省   | 脇谷 九重郎 | * 1952年7月4日出生 * 常抱住無事主義生存 * 於最終回取代成瀬誠一郎為新一任校長 |

#### 武市家
| 演員     | 角色       | 簡介                                                                                                |
| -------- | ---------- | --------------------------------------------------------------------------------------------------- |
| 江口洋介 | 成瀬誠一郎 | * 武市家寄宿者 * 參見新宮小學                                                                       |
| 北乃紀伊 | 武市佳乃子 | * 武市幹城的孫女 * 吉村百合子妹妹 * 參見新宮小學                                                    |
| 堀内敬子 | 吉村百合子 | * 武市幹城的孫女 * 武市佳乃子姊姊                                                                   |
| 岸部一德 | 武市幹城   | * 成瀬誠一郎的恩師 * 武市佳乃子和吉村百合子的爺爺 * 特別關註原翔子的事 * 於最終回因胃癌而死於學校裡 |

#### 5年級學生座位表
學生角色名字取材於其真名
|                           |                         | 教卓                    |                             |                         |
| 伊藤霞（伊藤綺夏 飾）     | 中嶋（中嶋春陽 飾）     | 白石和澄（菊池和澄 飾） | 谷本毅（谷山毅 飾）         | 市村理矩（市川理矩 飾） |
| 西川奈那子（西川奈那 飾） | 阿部高志（阿部考將 飾） | 上野成吾（上妻成吾 飾） | 田中勇氣（根岸泰樹 飾）     | 遠山真歩（當麻真歩 飾） |
| 小笠原（不詳）            | 石田那奈（赤石那奈 飾） | 清水俊哉（清水優哉 飾） | 松下頼（松本頼 飾）         | 明日香（不詳）          |
| 高山龍飛（高橋龍飛 飾）   | 大朏岳（大朏岳優 飾）   | 原翔子（荒川ちか 飾）   | 橋部来留美（橋本来留美 飾） | 滝沢良平（滝澤諒 飾）   |

### 单集客串
第1話
- 杉山 - 阿南健治（日语：阿南健治）（在第5話演出）

成瀨的綜合建設業時代的晚輩。
- 田中 美代子 - 中込佐知子（日语：中込佐知子）

勇氣的母親。
- 森田 - 阿部亮平（在第5話演出）
- 北野 - 光宣（日语：光宣）（在第5話演出）
- 新宮小學的警衛 - 朝倉伸二（日语：朝倉伸二）（在第5話演出）

第2話
- 谷本 弘子 - 氏家恵（日语：氏家恵）

小毅的母親。
- 谷本 健一 - 岡山一（日语：おかやまはじめ）

小毅的父親。
- 谷本 健太郎 - 兒玉賴信（日语：児玉頼信）

小毅的爺爺。
- 谷本 雅子 - 上岡紘子（日语：上岡紘子）

小毅的奶奶。
- 中嶋 惠子 - 中村真知子（日语：中村真知子）

小遙的母親。
- 中嶋 幸造 - 野間口徹（日语：野間口徹）

小遙的父親。在英教出版工作。
- 遠藤龍男（日语：遠藤たつお）
- 會議的男子 - 窪園純一（日语：窪園純一）

教育委員會成員的一人。
第3話
- 上野 正人　-　田中要次（日语：田中要次）

成吾的父親，經營上野鐵工場。
- 成吾和理矩所追的男性 - 原金太郎（日语：原金太郎）
- 補習班的男性 - 兒玉貴志（日语：児玉貴志）
- 借錢的人 - 阪田雅信（日语：阪田マサノブ）、藤岡大樹（日语：藤岡大樹）

第4話
- 田畑 健 - 中島凱斗（日语：中島凱斗）（ - 第5話）

新宮小學4年級的學生。
- - 瀧澤涼子（日语：瀧澤涼子）
- - 卜字高雄（在第5話演出）

第5話
- 桐原8年前的學生 - 武井証（ - 第6話）
- - 岸博之（日语：岸博之）（ - 第6話）

第6話
- 伊藤 春江 - 舟木幸（日语：舟木幸）（ - 第7話）

小霞的母親。
- 小林 宗司 - 甲本雅裕（日语：甲本雅裕）（ - 第7話）

附近的超市店長。消防隊員。
第7話
- 井上 樹 - 小林海人（日语：小林海人）

新宮小學3年級的學生。母子家庭。
- 医師 - 山本圭

幹城的主治醫生。
第8話
- 原 明 - 竹內壽（日语：竹内寿）

是翔子的哥哥DV。私立國中3年級。
- 相原　- 大林丈史（日语：大林丈史）

教育委員會教育長。
- 成瀨的同班同學 - 六角精兒（日语：六角精児）、矢柴俊博（日语：矢柴俊博）、佐伯新（日语：佐伯新）
- 須藤 - 菅原大吉（日语：菅原大吉）

桐原的前輩現在是個老師。
- - 小須田康人（日语：小須田康人）

## 各话标题
| 集数                                                                 | 标题                                                       | 播出日期      | 收视率 |
| -------------------------------------------------------------------- | ---------------------------------------------------------- | ------------- | ------ |
| 第1话                                                                | 發自內心發怨，歡笑，哭泣！學校來了個民間校長！！           | 2011年1月16日 | 11.0%  |
| 第2话                                                                | 用心遊戲！用心戀愛吧！！                                   | 2011年1月23日 | 8.9%   |
| 第3话                                                                | 真心地為孩子流淚                                           | 2011年1月30日 | 8.6%   |
| 第4话                                                                | 教師逃學成何體統                                           | 2011年2月6日  | 7.8%   |
| 第5话                                                                | 學校是我們共同的歸屬！                                     | 2011年2月13日 | 7.7%   |
| 第6话                                                                | 向天國兒子發誓                                             | 2011年2月20日 | 9.0%   |
| 第7话                                                                | 教師現實的界限                                             | 2011年2月27日 | 8.9%   |
| 第8话                                                                | 我想用我的拳頭揍你們                                       | 2011年3月6日  | 9.4%   |
| 最終回                                                               | 孩子的危機？廢校的危機？民間校長含淚的選擇！！打開希望之道 | 2011年3月20日 | 9.6%   |
| 平均收視率 9.20%（收视率为日本关东地区收视，由Video Research调查。） |                                                            |               |        |

## 工作人員
- 編劇：秦建日子、森訊史
- 製作人：永井麗子
- 導演：土方政人、岩田和行
- 音樂：岩田和行

## 註腳
本劇的學校取景地點與2005年日劇女王的教室的學校取景地點是一樣的

## 外部連結
- 官方網站

| 日本富士電視台系列 Dramatic Sunday         | 日本富士電視台系列 Dramatic Sunday    | 日本富士電視台系列 Dramatic Sunday |
| ------------------------------------------ | ------------------------------------- | ---------------------------------- |
|                                            | School!! （2011.1.16 - 2011.3.20）    |                                    |
| Perfect Report （2010.10.17 - 2010.12.19） | 高木護的規矩 （2011.4.24 - 2011.7.3） |                                    |